# Uli Stein
Ulrich Stein – detto Uli – (Amburgo, 23 ottobre 1954) è un allenatore di calcio ed ex calciatore tedesco, di ruolo portiere.

## Carriera

### Giocatore
Decimo nella graduatoria dei giocatori più presenti in Bundesliga con 512 gettoni in ventuno anni di carriera, esordì difendendo la porta dell'Arminia Bielefeld, raggiungendo più notorietà dopo il trasferimento all'Amburgo, avvenuto nel 1980. Con la squadra anseatica conquistò due campionati e un'edizione della Coppa dei Campioni nel 1983 fornendo delle prestazioni che gli valsero anche sei convocazioni, tra il 1983 e il 1986, nella Nazionale tedesca, partecipando anche ai campionato del mondo 1986 come sostituto del portiere titolare Harald Schumacher.
Nel corso della stagione 1986-1987 Stein perse il posto sia in Nazionale, sia all'Amburgo, a causa di atteggiamenti irrispettosi nei confronti del commissario tecnico Franz Beckenbauer, delle tifoserie e dei giocatori avversari. Si trasferì quindi all'Eintracht Francoforte, dove al primo anno vinse per il secondo anno consecutivo la coppa nazionale. Giocò con la squadra per sette anni, totalizzando 224 presenze finché, in seguito ad un licenziamento, ritornò all'Amburgo per la stagione 1994-1995. Si ritirò nel 1997 dopo aver disputato due stagioni con il club con il quale aveva esordito, l'Arminia Bielefeld.

### Allenatore
Dal 2000 al 2001 è stato allenatore del TuS Celle FC.
Il 20 febbraio 2007 entra nello staff della Nazionale nigeriana con il ruolo di preparatore dei portieri fino al 20 febbraio 2008. Il 5 aprile 2008 fa parte dello staff tecnico della Nazionale azera come preparatore dei portieri e vice allenatore.

## Palmarès
Competizioni Nazionali
- Campionato tedesco: 2

Amburgo: 1981-1982, 1982-1983
- Coppa di Germania: 2

Amburgo: 1986-87
Eintracht Francoforte: 1987-1988
Competizioni Internazionali
- Coppa dei Campioni: 1

Amburgo: 1982-1983